# Patrici Cristòfor
Patrici Cristòfor (en llatí Patricius Christophorus) fou un poeta iàmbic grec nascut a Mitilene a Lesbos, que va escriure un Menologium o "Història dels sants", ordenada segons els sants de cada dia a cada mes. L'obra es conserva manuscrita a la Biblioteca Vaticana.